# Amaliendorf-Aalfang
Amaliendorf-Aalfang là một thị trấn ở huyện Gmünd thuộc bang Niederösterreich nước Áo. Đô thị Amaliendorf-Aalfang có diện tích 8,03 km², dân số năm 2001 là 1168 người.